# Sindi
Sindi (tysk: Zintenhof) er en by i det sydvestlige Estland.
Byen har et indbyggertal på ca. 3.836 (2024) og er hovedby i kommunen Tori.